# هنريك غولدن
هنريك غولدن (بالنرويجية البوكمول: Henrik Gulden)‏ هو لاعب كرة قدم نرويجي في مركز الوسط، ولد في 29 ديسمبر 1995 في درامن في النرويج. شارك مع منتخب النرويج تحت 17 سنة لكرة القدم. أما مع النوادي، فقد لعب مع روت فايس إيسن ونادي بوخوم ونادي ميوندالن.

## وصلات خارجية
- هنريك غولدن على موقع اتحاد النرويج (النرويجية)
- هنريك غولدن على موقع قاعدة بيانات كرة القدم.إي يو (الإنجليزية)
- هنريك غولدن على موقع بيانات كرة القدم. دي إي (الألمانية)
- هنريك غولدن على موقع Soccerway.com (الإنجليزية)
- هنريك غولدن على موقع عالم كرة القدم.نت (الإنجليزية)